# Jistebnický kancionál
Jistebnický kancionál je sbírka duchovních písní (v latině a zejména češtině) a českého liturgického chorálu z 20. let 15. století, neznámé provenience; významná památka husitského liturgického zpěvu, která obsahuje mj. píseň Ktož jsú boží bojovníci.

## Historie
Knihu ve špatném stavu našel roku 1872 na půdě fary v Jistebnici u Tábora sedmnáctiletý student gymnázia v Táboře Leopold Katz, pozdější právník, mecenáš výtvarníků a podporovatel České akademie věd a umění. Katz upozornil na nález svého profesora klasické filologie na gymnáziu a jeho prostřednictvím se pak památka dostala k rukám historika Františka Palackého, který ihned rozpoznal její hodnotu. Jistebnický farář P. Josef Schuller pak rukopis věnoval Národnímu muzeu v Praze, v jehož knihovně se dosud nachází pod signaturou II C 7.

## Podoba rukopisu
Rukopis je psaný na papíře o 132 listech velikosti 31 × 21 cm. Jeho filigrán svědčí pro  vznik ve 20. letech 15. století, napsali jej čtyři písaři, další ruce doplnily o málo později několik textů. Kodex je neúplný, chybí tři složky ze začátku, dále jednotlivé listy či části složek a konec poslední složky. Na několika místech jsou iniciály rukopisu zdobeny jednoduchými ornamentálními kresbami, jejichž autorem  byl jeden z písařů. Jedinou figurální iniciálou, kterou maloval iluminátor, je úvodní N na foliu 10r s výjevem Seslání nebeské many. Notace písní je dvojí: chorální česká a černá menzurální.

## Obsah a význam
Rukopis patří k nejvýznamnějším hudebním rukopisům pozdního středověku. Obsahuje české znění liturgických zpěvů, duchovních a dalších písní. Úvodní část tvoří graduál, navazuje sbírka písní, texty žalmů a dodatky. Nejrozsáhlejší oddíl tvoří zpěvy a texty oficia hodinek, po nich následují zpěvy misálu a v závěru sbírka liturgických i neliturgických textů.
Kancionál se proslavil písněmi Ktož jsú boží bojovníci a Povstaň, povstaň veliké město pražské. Jejich autorem je Jan Čapek z Tábora.

### Edice
- Anežka Vidmanová, Hana Vlhová-Wörner, David Holeton (eds.), Jistebnický kancionál 1 - Graduale (Monumenta liturgica bohemica 2), Brno, L. Marek 2005, ISBN 80-86263-56-8
- Hana Vlhová-Wörner, David Holeton (eds.), Jistebnický kancionál 2 - Cantionale (Monumenta liturgica bohemica 3), Brno, L. Marek 2019, ISBN 978-80-87127-98-8